# Anneau royal

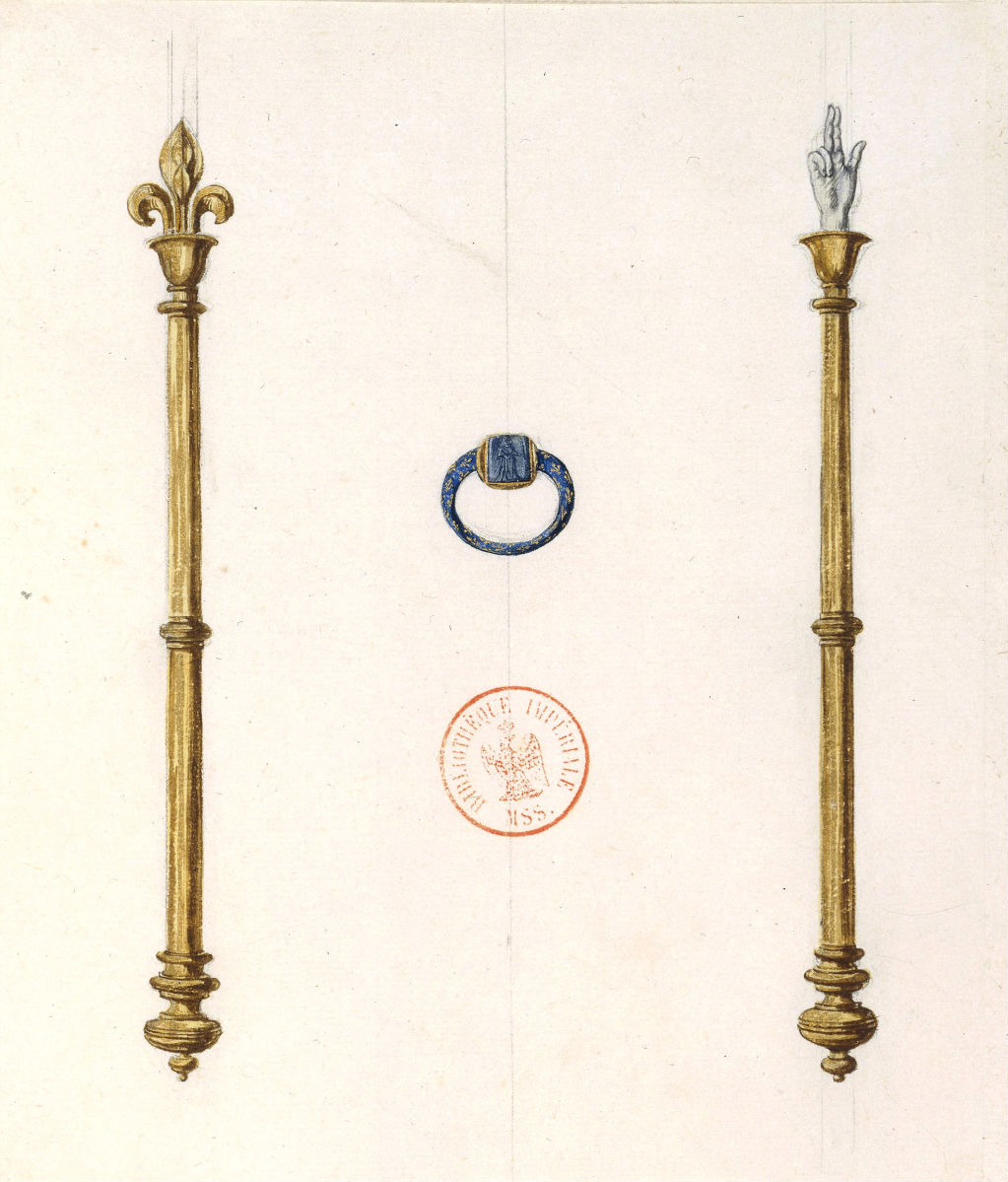
Sceptre, anneau royal et main de justice d’Henri IV (recueil Gaignières, F°. 6, dessin aquarellé), Bibliothèque nationale de France, Inv. Mss. Fr. 20070

L'Anneau royal était un anneau incarnant l'union du roi et de son peuple qui faisait autrefois partie des regalia du Royaume de France et qu'il recevait au cours de son sacre.
L'anneau royal était porté par l'évêque de Châlons pendant la cérémonie du sacre.[réf. nécessaire]